# Turistická značená trasa 3036
Turistická značená trasa 3036 je zeleně vyznačená 4,5 kilometru dlouhá pěší trasa Klubu českých turistů vedená od nádraží ve Zbraslavi do Dolních Břežan.

## Popis trasy
Trasa vychází od zbraslavského nádraží jihovýchodním směrem Břežanským údolím. Od minizoo stoupá zalesněnou strání k rozcestí k hradišti Závist. Odtud vede východně lesem Přírodním parkem Středních Čech k rozcestí k malému hradišti, kde se potká s Naučnou stezkou Dolní Břežany a s cyklostezkou 8226. Spolu s naučnou stezkou pokračuje kolem hřbitova s lipovou alejí až k zámku, za kterým na křižovatce končí.
| Km  | Místo            | Navazující a křižující trasy | Nadm. výška |
| --- | ---------------- | ---------------------------- | ----------- |
| 0   | Zbraslav (žst)   | 0001, 1013, 1035, 6078       | 200 m       |
| 0   | Minizoo          | 1035, 6078                   |             |
| 1,5 | Hradiště (rozc.) | 1035, 6078                   |             |
| 4,5 | Dolní Břežany    |                              | 333 m       |

## Zajímavá místa
- Břežanské údolí - přírodní památka
- Zookoutek v Břežanském údolí
- Oppidum Závist na vrcholu Hradiště (391 m)
- hradiště v Dolních Břežanech
- Lipová alej a hřbitov
- Dolní Břežany (zámek)
- kaple svaté Maří Magdaleny

## Veřejná doprava
Cesta začíná u zbraslavského nádraží a končí poblíž autobusové zastávky v Dolních Břežanech.